# Antonio da Sangallo el Vell
Antonio da Sangallo el Vell (? - 1453 - 27 de desembre de 1534), fou un arquitecte florentí, actiu durant el renaixement italià.
El seu pare, Francesco Giamberti, va ser un fuster, i el seu germà Giuliano da Sangallo i el seu nebot Antonio da Sangallo el Jove van ser també arquitectes reconeguts. Durant molt de temps va treballar junt al seu germà, però també va realitzar diferents treballs de manera independent. Com a enginyer militar va ser tan destre com el seu germà i va executar importants treballs a la construcció de murs i fortificacions a Arezzo, Montefiascone, Florència i Roma. La seva millor obra com a arquitecte va ser l'església de San Biagio a Montepulciano, sobre una planta de creu grega amb una cúpula central i dues torres, semblant en petita escala, al disseny de Donato Bramante per a la Basílica de Sant Pere. També va construir un palau a la mateixa ciutat, diverses esglésies i palaus al Monte San Savino, i una sèrie d'edificis monàstics a Florència.